# Le Secret de ma fille
Le Secret de ma fille (My Daughter's Secret) est un téléfilm canadien réalisé par Douglas Jackson, diffusé aux États-Unis le 7 octobre 2007 sur Lifetime.

## Synopsis
Justine est une adolescente de 17 ans, très amoureuse de Brent. Sa mère, Denise, lui interdit de le fréquenter mais elle passe outre cette interdiction et se retrouve un soir, malgré elle, mêlée au braquage de la bijouterie dans laquelle travaille sa mère, à la suite d'une idée de Reggie, le frère de Brent. Les jours suivants, Denise constate un changement de comportement chez sa fille, ne sachant pas qu'elle lui cache ce lourd secret. Quant à Justine, elle ne sait pas si elle doit dénoncer son petit-ami, avouant par la même occasion son rôle de complice dans le braquage, ou bien continuer de se taire, afin que Brent ne soit pas envoyé en prison...

## Fiche technique
- Titre original : My Daughter's Secret
- Réalisateur : Douglas Jackson
- Scénario : Christine Conradt
- Photographie : Bert Tougas
- Musique : Steve Gurevitch
- Pays : Canada
- Durée : 94 minutes

## Distribution
- Catherine Mary Stewart : inspecteur Marrin
- Jennifer Grant : Denise
- Nina Dobrev : Justine
- Steve Byers : Brent
- Sophie Gendron : Anchor
- Allison Graham : Rhonda
- Meaghan Rath : Charlène
- Benz Antoine (en) : le District Attorney
- Andreas Apergis : inspecteur Nettie
- James Gilbert (arz) : Reggie
- Norman Mikeal Berketa : Albert